# Lomtjärnen (Nordmalings socken, Ångermanland)
Lomtjärnen är en sjö i Nordmalings kommun i Ångermanland och ingår i Öreälvens huvudavrinningsområde.